# Musée de l'ambre de Palanga
Le musée de l'ambre de Palanga (lituanien : Palangos gintaro muziejus), situé près de la mer Baltique à Palanga, en Lituanie, constitue une branche du musée national d'Art de Lituanie. Il se trouve dans le château Tiškevičiai qui date du XIXe siècle. La collection du musée rassemble environ 28 000 pièces d'ambre, dont près de 15 000 renferment des inclusions d'insectes, d'araignées ou de plantes. Environ 4 500 de ces pièces sont exposées, comprenant de nombreux objets d'art et bijoux.

## Histoire
La côte de la mer Baltique constitue une source d'échange d'ambre eurasien depuis la préhistoire. Au XIXe siècle, des artefacts néolithiques en ambre sont découverts à Juodkrantė, une localité voisine ; ces objets disparaissent malheureusement au XXe siècle. L'ambre est depuis longtemps associé à la mythologie, au folklore et à l'art lituaniens ; la légende de Jūratė et Kastytis évoque un palais sous-marin d'ambre sous la Baltique, détruit par Perkūnas, le dieu du tonnerre. Ses fragments seraient à l'origine de l'ambre qui continue de s'échouer sur les plages environnantes.
En 1897, Feliks Tyszkiewicz, issu d'une ancienne famille noble ruthène/lituanienne implantée de longue date à Palanga, fait édifier le palais de style néo-Renaissance qui abrite actuellement le musée. Conçu par l'architecte allemand Franz Schwechten, il tombe en désuétude à la suite des bouleversements des Première et Seconde Guerres mondiales.